# Lena Ruppert
Lena Ruppert (* 25. Oktober 1998 in Weiden; † 2. September 2024) war eine deutsche Tennisspielerin.

## Karriere
Ruppert spielte vor allem nationale Turniere und auf der ITF Women’s World Tennis Tour, wo sie einen Titel im Einzel gewinnen konnte.
2010 gewann sie die Bezirksmeisterschaften der U12 in Weiden, wo sie im Finale Christina Schöner mit 6:0 und 6:1 besiegte.
2012 stand Lena bereits im Kader des TC Amberg am Schanzl in der 2. Tennis-Bundesliga Süd, wo sie in einem Doppel eingesetzt wurde, das verloren wurde. In der Saison 2013 stand sie abermals im Kader der Aufstiegsmannschaft in die 1. Bundesliga, wurde aber nicht eingesetzt. In der Saison 2014 spielte sie in der 1. Bundesliga vier Begegnungen, davon je zwei im Einzel und Doppel, die sie aber nicht gewinnen konnte.
2013 erhielt sie Anfang September eine Wildcard für die Qualifikation zu ihrem ersten ITF-Turnier der Damen, den Vitalyte Open powered by P-Box, wo sie allerdings bereits in der ersten Runde gegen Lenka Jara mit 1:6 und 2:6 verlor.
2014 gewann Lena Ruppert Ende April den Oberpfalz-Cup und wurde Bezirksmeisterin der Aktiven und Anfang Juli bayerische Meisterin der U16. Ende Juli erhielt sie eine Wildcard für ihr erstes Hauptfeld im Dameneinzel bei einem ITF-Turnier der Damen. Bei dem mit 10.000 US-Dollar dotierten BMW AHG Cup verlor sie aber bereits in der ersten Runde gegen die spätere Top-150-Spielerin Natalija Stevanović mit 5:7 und 4:6. Bei den deutschen Jugend-Hallenmeisterschaften im Herbst in Essen wurde sie Dritter, ebenso bei den Internationalen Niederbayerischen Meisterschaften. Im Dezember gewann sie den Amadeus-Cup in Erding.
2015 gewann Lena Ruppert im Februar die offenen Nachwuchsmeisterschaften des Bezirks Oberpfalz in Weiden. Im Sommer spielte Lena Ruppert an Position eins in der Bayernliga für den TC Amberg am Schanzl.
2016 erreichte sie das Finale des 18. Sparkassen-Renchtalcup in Oberkirch, wo sie ihrer ehemaligen Mannschaftskollegin Laura-Ioana Andrei mit 3:6 und 3:6 unterlag. Ende des Jahres flog sie dann nach Oklahoma, wo sie ein Stipendium an der Oklahoma State University erhielt. In der Saison 2016/17 spielte sie für die Oklahoma State Cowgirls, dem Damentennis-Team der Oklahoma State University.
2017 trat sie mit Eva-Marie Voracek im Doppel des ITF Future Nord an, wo die beiden aber bereits in der ersten Runde  gegen Gabriela Horáčková und Thaisa Grana Pedretti knapp in drei Sätzen mit 6:3, 3:6 und [5:10] verloren. Im Juli bei den Schönbusch Open stand sie als Qualifikantin im Hauptfeld des Einzels des mit 25.000 US-Dollar dotierten Turniers, wo sie mit einem Sieg über Alice Matteucci das Achtelfinale erreichte, dort aber Yvonne Cavalle-Reimers unterlag. Bei den Nationalen Deutschen Hallen-Tennismeisterschaften konnte sie mit Siegen über Anica Stabel und Laura Schaeder, die zu dem Zeitpunkt unter den Top 300 der Welt stand, das Viertelfinale erreichen, wo sie dann nur knapp Katharina Hobgarski mit 7:6, 2:6 und 4:6 in drei Sätzen unterlag.
2018 gewann Lena Ruppert im Januar das 45. Giersch-Wasmuth-Turnier in Marl, wo sie nacheinander Lina Hohnhold mit 6:0 und 6:1, Alice Violet mit 6:2 und 6:2, im Viertelfinale Natalia Siedliska mit 7:5 und 7:6), im Halbfinale gegen Natalie Pröse mit 6:3 und 6:4 und schließlich im Finale Dinah Pfizenmaier mit 6:1, 3:6 und 6:1 besiegte. Ende Juni trat Ruppert mit ihrer Partnerin Elizabeth Halbauer im Doppel bei den mit 25.000 US-Dollar dotierten Internationalen Württembergischen Damen-Tennis-Meisterschaften um den Stuttgarter Stadtpokal an, die beiden verloren jedoch bereits in der ersten Runde gegen Jana Jablonovská und Sarah-Rebecca Sekulic knapp in drei Sätzen mit 2:6, 6:3 und [10:12]. Anfang Juli erhielt sie ein Wildcard für das Hauptfeld im Dameneinzel der Schönbusch Open, wo sie in der ersten Runde mit 2:6, 7:5 und 6:4 gegen Amina Anschba gewann, im Achtelfinale dann aber der an Position fünf gesetzten Anna Zaja mit 0:6 und 4:6 unterlag. Im August siegte sie bei den Internationalen Sächsischen Meisterschaften, kurz Leipzig Open, wo sie im Finale gegen Petra Krejsová gewann. Ihre Gegnerin musste beim Stand von 6:0 verletzungsbedingt aufgeben. Am Ende des Jahres startete Lena bei den Nationalen Deutschen Hallen-Tennismeisterschaften 2018, wo sie im Dameneinzel in der ersten Runde gegen Mina Hodzic mit 5:7 und 2:6 verlor, im Mixed an der Seite von Christoph Negritu aber das Halbfinale erreichen konnte.
2019 spielte Ruppert mit einer Wildcard die Schönbusch Open, wo sie aber bereits in der ersten Runde mit 2:6 und 3:6 gegen Gabriella Da Silva Fick verlor. In der 2. Tennis-Bundesliga spielte sie für den TC Grün-Weiss Luitpoldpark München, wo sie an Position fünf mit vier Siegen im Einzel und zwei gewonnenen Doppeln maßgeblich zum Aufstieg in die 1. Bundesliga beitrug.
2020 gewann Lena im Januar zum zweiten Mal das nationale Ranglistenturnier in Marl, das 47. Giersch-Wasmuth-Turnier, wo sie im Finale mit 6:4 und 6:3 Steffi Bachofer besiegte. Ende August gelangte Ruppert mit Siegen über Mariaryeni Gutierrez, Vicky Van de Peer, Nastasja Schunk, Ani Wangelowa und Julija Awdejewa ins Viertelfinale des mit 15.000 US-Dollar dotierten ITF-Turniers in Alkmaar in den Niederlanden, wo sie dann aber gegen Noma Noha Akugue verlor. Im Herbst ging Lena Ruppert zum TC RW Wahlstedt nach Schleswig-Holstein, wo sie zukünftig in der Regionalliga an Position eins für ihre Mannschaft antrat. Bei den Nationale Deutsche Hallen-Tennismeisterschaften 2020 gewann Ruppert in der ersten Runde gegen Marisa Schmidt, verlor dann aber gegen die an Position zwei gesetzte Jule Niemeier mit 3:6 und 4:6.
2021 gewann sie im Juni den 1. Kaltenkirchen-Cup, wo sie im Finale Tiziana-Marie Schomburg vom DTV Hannover mit 5:7, 6:0 und [10:7] besiegte. Im Juli konnte Ruppert nun auch in der Nordliga endlich für ihren neuen Verein den ersten Sieg einfahren. Im August gelang ihr in Dänemark zuerst beim W15 in Vejle der Einzug in ihr zweites Viertelfinale bei einem ITF-Turnier. Ende August erreichte sie beim W15 in Frederiksberg ihr erstes Halbfinale bei einem ITF-Turnier und im Oktober konnte sie ihren ersten ITF-Titel im Einzel gewinnen. Im November gewann Lena Ruppert die Tennis Landesmeisterschaften des Landes Schleswig-Holstein, wo sie Tessa Brockmann im Finale besiegte.

## Turniersiege

### Einzel
| Nr. | Datum            | Turnier             | Kategorie | Belag     | Finalgegnerin            | Ergebnis |
| --- | ---------------- | ------------------- | --------- | --------- | ------------------------ | -------- |
| 1.  | 10. Oktober 2021 | Scharm asch-Schaich | ITF W15   | Hartplatz | Arina Gabriela Vasilescu | 6:1, 6:0 |

## Persönliches
Lena war die Tochter von Monika und Heiner Ruppert, sie hatte zwei Schwestern Nona und Zoe, sowie eine Halbschwester Christine. Am 2. September 2024 verstarb Lena Ruppert in Folge einer Krebserkrankung.